# لجنة كونغرس الولايات المتحدة

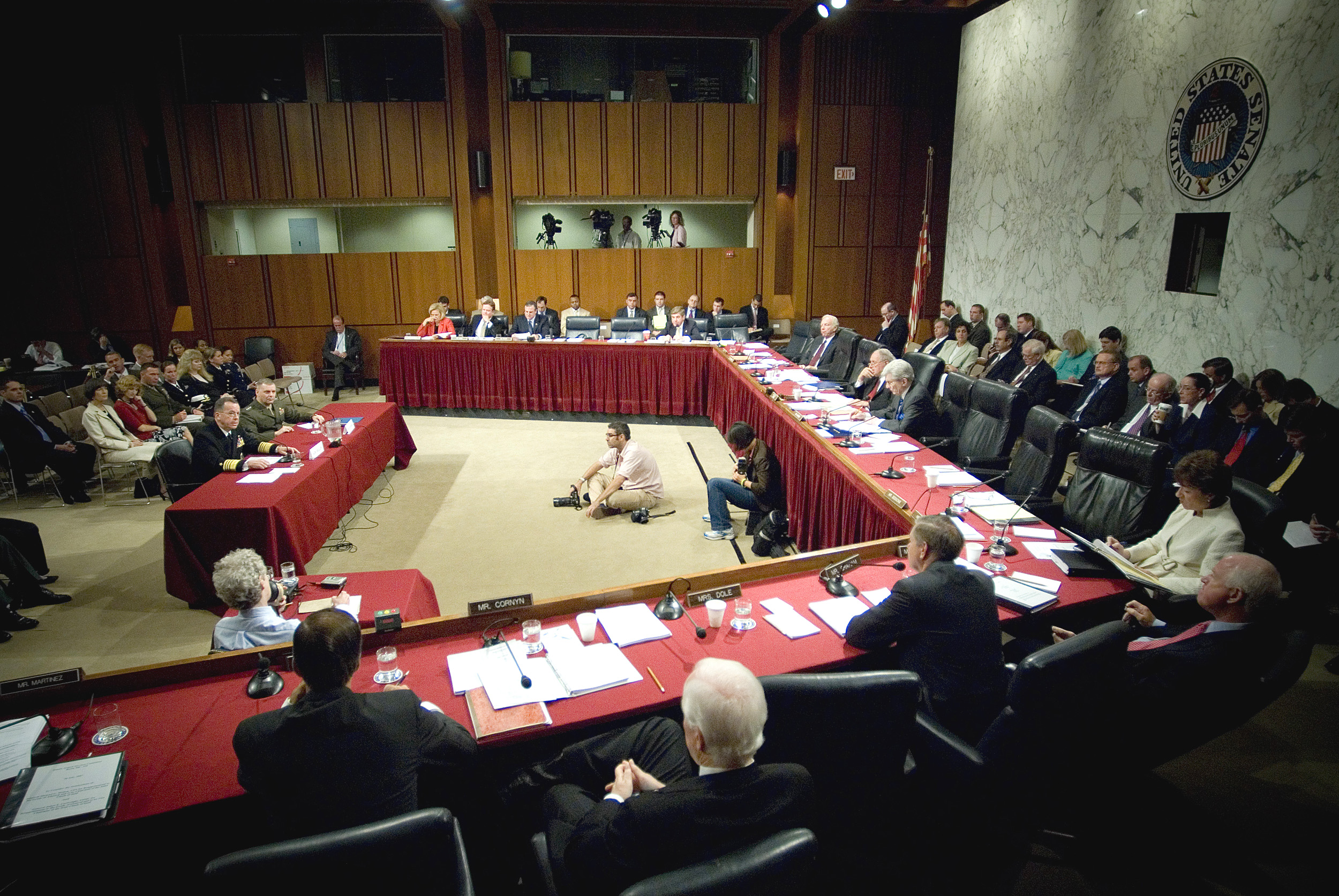
جلسة استماع تابعة للجنة القوات المسلحة بمجلس الشيوخ.

لجنة الكونغرس هي منظمة تشريعية فرعية من كونغرس الولايات المتحدة تتولى مهمة محددة (بدلاً من الواجبات العامة للكونغرس). تتيح عضوية اللجنة للأعضاء تطوير المعرفة المتخصصة بالمسائل التي تقع ضمن اختصاصهم. بصفتها "هيئات تشريعية صغيرة"، تراقب هذه اللجان العمليات الحكومية الاعتيادية، وتحدد القضايا المناسبة للمراجعة التشريعية، وتجمع وتقيم المعلومات، وتوصي بمسارات العمل للهيئة الأم. كتب وودرو ويلسون ذات مرة: «ليس بعيدًا عن الحقيقة أن نقول إن الكونجرس المنعقد في الجلسة هو الكونجرس في العرض العام، في حين أن الكونجرس في غرف لجانه هو الكونجرس أثناء العمل.» من غير المتوقع أن يكون لدى عضو الكونجرس الخبرة في جميع الأمور والمواضيع التي تعرض على الكونجرس. تقدم لجان الكونغرس خدمات قيمة للكونغرس مرتبطة بالمعلومات من خلال التحقيق وإعداد التقارير حول الموضوعات المتخصصة.
يقسم الكونجرس مهامه التشريعية والرقابية والإدارية الداخلية إلى ما يقرب من 200 لجنة ولجنة فرعية ‏. في المجالات المخصصة، تقوم هذه الوحدات الفرعية الوظيفية بجمع المعلومات؛ مقارنة وتقييم البدائل التشريعية؛ تحديد مشاكل السياسات واقتراح الحلول؛ اختيار وتحديد والإبلاغ عن الإجراءات للنظر فيها بشكل كامل من قبل الغرفة؛ الرقابة على أداء السلطة التنفيذية؛ والتحقيق في مزاعم المخالفات. لطالما كانت لعبت وظائف التحقيق دورًا رئيسيًا في طرح القوانين الجديدة وصياغتها، تكون الإجراءات مثل عملية إبراء الذمة من مجلس النواب (عملية طرح مشروع قانون على المجلس دون تقرير اللجنة أو موافقة إلزامية من قيادتها) شاقة وتقنية لدرجة أن اللجان اليوم تهيمن على صياغة وصقل تفاصيل العديد من مشاريع القوانين المعروضة على الكونجرس. من بين 73 التماساً لإبراء الذمة تم تقديمها إلى مجلس النواب بالكامل من عام 1995 حتى عام 2007، نجح واحد فقط في الحصول على تصويت نهائي بنعم أو لا لمشروع قانون.
أدى النمو في استقلالية اللجان وتداخلها إلى تجزئة سلطة مجلس الشيوخ ومجلس النواب. قد يؤدي هذا التوزيع للسلطة في بعض الأحيان إلى إضعاف الفرع التشريعي بالنسبة إلى الفرعين الآخرين للحكومة الفيدرالية (السلطة التنفيذية والسلطة القضائية). كتب الباحث الأمريكي جورج غالوي (1898-1967) في مقالة بعنوان "في تاريخ مجلس النواب" التي كتبها في عام 1961: «من الناحية العملية، لا يعمل الكونجرس كمؤسسة موحدة، ولكن كمجموعة من اللجان شبه المستقلة ونادرا ما يتصرف في انسجام تام.» ومضى غالوي في الاستشهاد باستقلالية اللجنة كعامل يتدخل في تبني برنامج تشريعي متماسك. ظل هذا الاستقلال الذاتي سمة مميزة لنظام اللجان في الكونجرس اليوم.

## أنظر أيضًا
- لجنة الكونغرس الأمريكي المشتركة للطاقة الذرية